# 大象 (年号)
大象（579年二月－580年十二月）是北周政权周靜帝宇文闡的年号，歷時近2年。

## 纪年
| 大象 | 元年  | 二年  |
| ---- | ----- | ----- |
| 公元 | 579年 | 580年 |
| 干支 | 己亥  | 庚子  |

## 參看
- 中国年号列表
- 大象其他的意义
- 同期存在的其他政权年号
  - 天保（562年二月—585年十二月）：西梁政權梁明帝萧岿的年号
  - 太建（569年正月—582年十二月）：南朝陈政權陳宣帝陈顼的年号
  - 延昌（561年—601年）：高昌政权麴乾固年号
  - 鴻濟（572年—584年）：新羅真智王之年號